# 冰上膠圈球

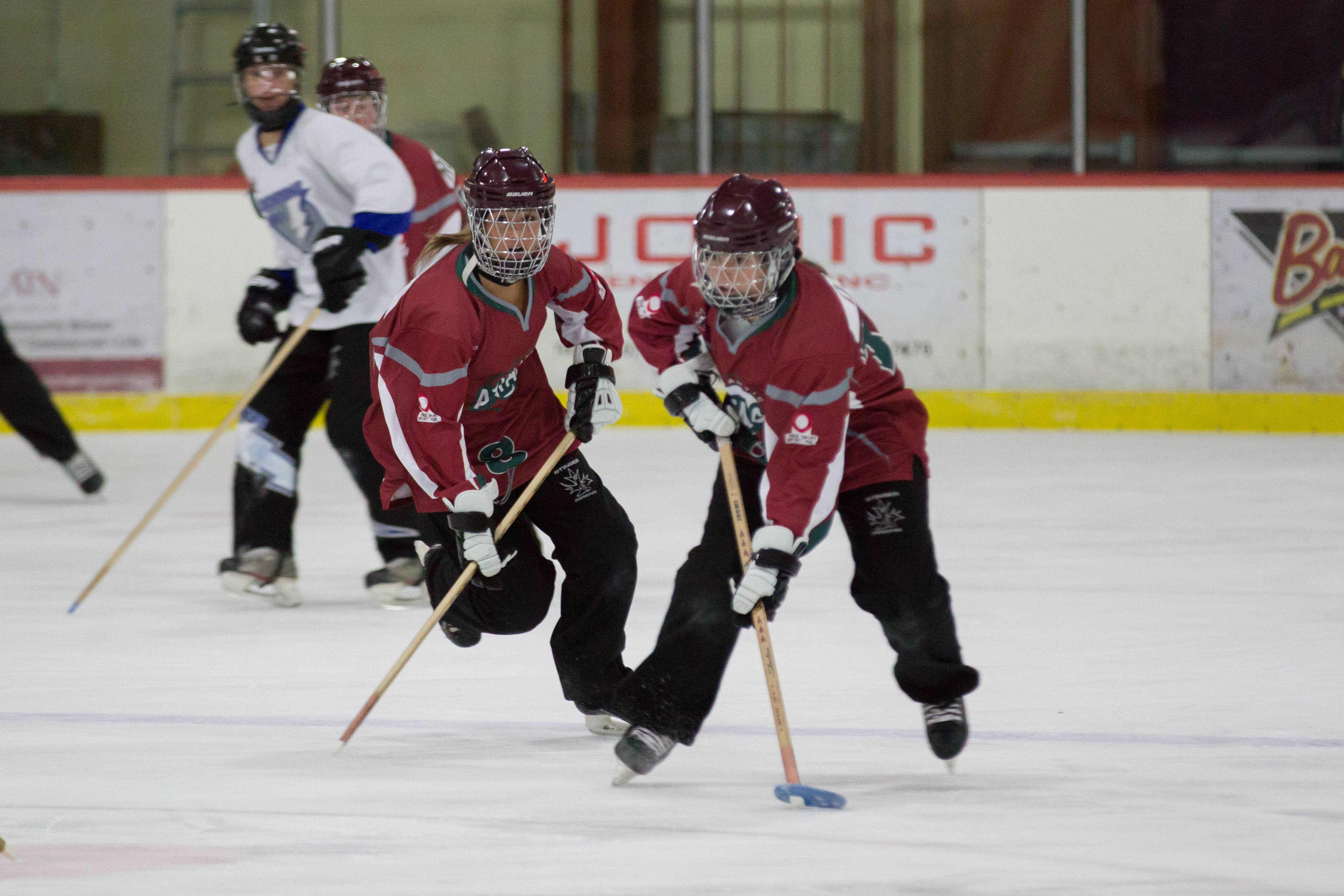
冰上膠圈球

冰上膠圈球是一项冬季團隊運動。人們必須在滑冰場上玩冰上膠圈球，而且要穿溜冰鞋。   一般是女人在玩這個項目，不過也有很多認同自己是女的人在玩這個項目。 尽管冰上膠圈球的比賽用球與冰球類似，并且用到的場地和冰球也差不多，但这项运动的进攻和防守方式其實与袋棍球或篮球更相似。这项运动起源於1963年的加拿大。